# Anibal José
Pour les articles homonymes, voir José.
Anibal José est un footballeur portugais né le 29 mars 1904 à Setúbal et mort le 8 janvier 1976.

## Biographie
En équipe du Portugal, il reçoit 4 capes entre 1929 et 1932. Il fait partie de l'équipe qui participe aux Jeux olympiques 1928 à Amsterdam.

## Carrière
- 1928-1933 :  Benfica Lisbonne
- 1934-1935 :  Vitória Setúbal

## Palmarès
Avec le Benfica Lisbonne :
- Vainqueur du Campeonato de Portugal (équivalent de la coupe du Portugal aujourd'hui) en 1930 et 1931